# Ди Меола, Эл
Эл Ди Мео́ла (англ. Al Di Meola; настоящее имя Алберт Лоренс Димеола, англ. Albert Laurence Dimeola; 22 июля 1954, Джерси-Сити, Нью-Джерси, США) — американский гитарист-виртуоз, работающий в жанре джаз-фьюжн, который в его воплощении представляет собой сплав джаз-рока, фламенко, латиноамериканской и арабской музыки. Один из наиболее влиятельных гитаристов в мире. В 2009 году включён журналом Classic Rock в список величайших гитаристов всех времён. На его счету престижные награды журналов Record World Magazine и Guitar Player Magazine, Tomasa Edisona и немецкой Echo, 14 раз признавался лучшим гитаристом и лучшим джазовым гитаристом мира. Более 20 его дисков разошлись «золотым тиражом» во всем мире; альбомы музыканта семь раз становились гитарными альбомами года, и трижды был награждён премией за лучший альбом в составе гитарного трио с Пако де Лусией и Джоном Маклафлином.

## Ранние годы
Родился в семье выходцев из Италии. Его первым инструментом были ударные, но в возрасте восьми лет переключился на гитару, беря уроки у местного гитариста Боба Асланяна (Bob Aslanian) — армянина по национальности — о котором сохранил мнение как о прекрасном джазовом музыканте. Преподаватель требовал от своего ученика изучать джаз, босса-нову и классику, повлияв, таким образом, в значительной степени на формирование той особой техники, которая до сих пор удивляет в нём многих музыкантов. В молодости Эл Ди Меола находился под впечатлением Элвиса Пресли, Джулиана Брима, The Ventures и The Beatles. Расширением своих эстетических пристрастий до музыки различных мировых культур, по его собственному признанию, он обязан джазовому гитаристу Ларри Кориеллу. Большое влияние на его музыкальные взгляды на протяжении всего периода их формирования оказывали рок, джаз, латиноамериканская музыка и фламенко, гибрид которых и дал в итоге направление, получившее название «фьюжн». Очень важное место в творчестве Ди Меолы занимает музыка танго и, в частности, музыка Астора Пьяццоллы, с которым его связывали тесные дружеские отношения. «Музыка Астора Пьяццоллы, — говорит Эл Ди Меола, — занимает всю мою душу, потому что она завораживающая, и я каждый раз открываю в ней что-то новое. Мы были большими друзьями с Астором и он, можно сказать, мой музыкальный крестный отец. Корни танго из Италии, из Неаполя, где жили предки Пьяццоллы. И танго как бы повторяет все каноны оперной музыки в сжатой форме».
В 1971 года поступил в музыкальный колледж Беркли в Бостоне, где до сих пор ходят легенды о том, как много и упорно он занимался, упражняясь в игре на гитаре от восьми до десяти часов в день.

## Карьера

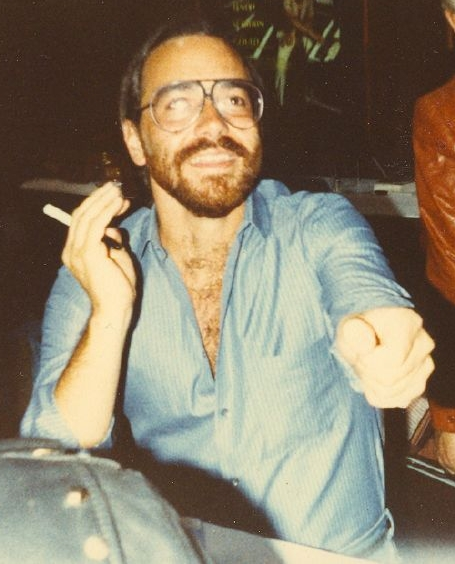
В 1979 году

Во втором семестре начал играть в квартете под руководством Барри Майлса. По счастливой случайности одно из выступлений этого квартета в Нью-Джерси в 1974 году услышал Чик Кориа. Спустя месяц он позвонил Ди Меоле и пригласил его на прослушивание в Нью-Йорк. В то время Чик Кориа и его группа «Return to Forever» («Возвращение к вечности») были любимыми музыкантами Ди Меолы, поэтому ничего лучшего, чем стать частью этого коллектива, он и пожелать себе не мог — это было осуществлением его мечты: в течение 10 минут собрав вещи, он уехал в Нью-Йорк. В конце недели выдержал прослушивание и на следующий вечер впервые выступал с группой Return To Forever на сцене Карнеги-Холл, а днём позже играл перед сорокатысячной аудиторией в Атланте, получив овации аудитории.
Состав: Эл Ди Меола (заменивший в группе Билла Коннорса), Чик Кориа (клавишные), Стэнли Кларк (бас) и Ленни Уайт (ударные) — сформировал высочайший стандарт джаз-рока. Коллектив постоянно гастролировал и неоднократно был отмечен престижными музыкальными наградами. Двухлетнее сотрудничество с Чиком Кориа, в результате которого появились три альбома: «Where Have I Known You Before», «No Mystery» и «Romantic Warrior», обеспечило признание Ди Меолы. В 1975 году за «No Mystery» группа получила премию Грэмми в номинации «Лучшее исполнение джазового произведения».
С 1976 года, после распада Return to Forever, начал работать самостоятельно. В течение последующих четырёх лет гастролировал с концертами и записал несколько сольных альбомов (Land of the Midnight Sun, Elegant Gypsy, Casino, и Splendido Hotel), став обладателем сразу четырёх престижных наград — звания Лучшего джаз-гитариста, присуждаемого по результатам опроса читателей журнала «Guitar Player», и трёх наград за «Лучший гитарный альбом». Его сольные альбомы были среди самых продаваемых инструментальных записей конца 70-х.
В 1977 году вышел его совместный диск с гитаристом Пако Де Лусией «Elegant Gypsy». Безукоризненная техника игры, склонность к ярким импровизациям и незаурядные композиторские способности выдвинули его в один ряд с такими выдающимися гитаристами, как Джон Маклафлин, Роберт Фрипп, Карлос Сантана. Он и по сей день записывается вместе с этими музыкантами, много гастролирует, сотрудничает с различными музыкальными изданиями. Ди Меола — автор (совместно с Б.Асланяном) популярного пособия по игре на гитаре «A Guide To Chords, Scales, & Arpeggios» (Milwaukee, 1985).
С 1980 года в течение трёх лет выступал и записывался с Джоном Маклафлином и Пако де Лусией в акустической гитарной супергруппе, известной как «The Guitar Trio». Один из трёх альбомов этого трио, концертная запись «Friday Night In San Francisco» (1980), имела большой для инструментального альбома успех — было продано два миллиона копий. Другой трио-проект включал Филиппа Сесса (маримба) и Энди Нареля (барабаны). В 1985 году вышел альбом «Cielo E Terra» с перкуссионистом Аирто Морейра, получивший высокие награды.
В 1990 году создал группу Al Di Meola World Sinfonia, основу репертуара которой составляют как его собственные произведения, так и произведения Пьяццоллы, которые органично дополняют друг друга. В состав коллектива входят музыканты из разных стран: Аргентины, Кубы и Израиля. В 1995 году гастролировал с проектом «Тhe Rite of Strings» (трио c Жаном-Люком Понти и Стэнли Кларком).
Записывался на студиях Columbia, Manhattan и Tomato. Альбомы Ди Меолы разошлись тиражом более шести миллионов копий.
Музыкант сотрудничал с российским певцом и музыкантом Леонидом Агутиным и Американским поэтом и продюсером Алекс Сино, записав с ними два альбома — Cosmopolitan Life (2005) и La Vida Cosmopolita (2020). В марте 2012 года, в прямом эфире FM-радио «Культура», Эл Ди Меола высоко отзывался о гитаристе Романе Мирошниченко, объявив музыканта своим главным адептом. В рецензии на один из сольных альбомов он заявил, что творчество Мирошниченко представляет собой «отлично выполненное продолжение великих традиций фьюжн». Ди Меола и Мирошниченко неоднократно выступали вместе, в том числе на фестивале «Мир гитары», а также на гитарном форуме «Thanks Jimi», в качестве хедлайнеров группового рекорда Гиннесса.

## Дискография

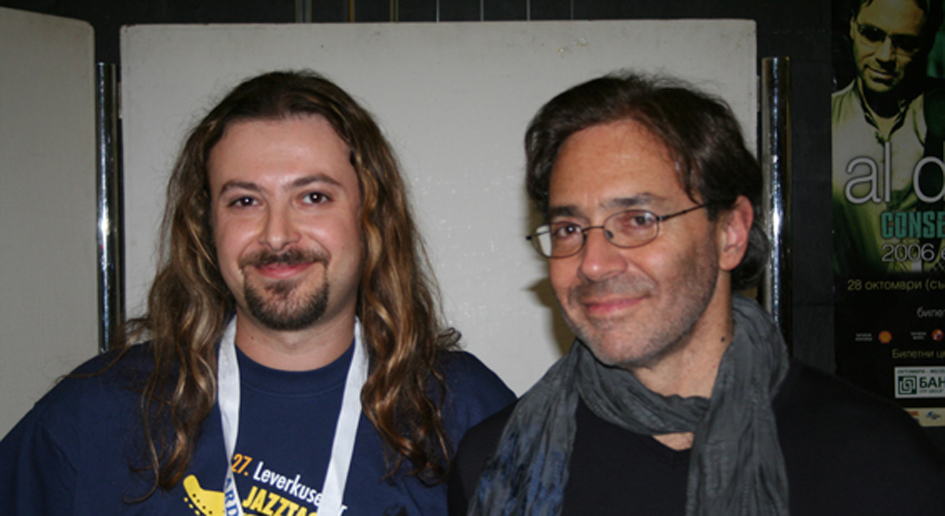
Ди Меола (справа) в 2006 году

### Return to Forever
- Where Have I Known You Before  (1974, Polydor);
- No Mystery  (1975, Polydor);
- Romantic Warrior  (1976, Columbia).

### Сольная карьера
- Land of the Midnight Sun (1976);
- Elegant Gypsy (1977);
- Casino (1978);
- Splendido Hotel (1980);
- Electric Rendezvous  (1981);
- Tour De Force — Live  (1982);
- Scenario  (1983);
- Cielo e Terra  (1985);
- Soaring Through a Dream  (1985);
- Tirami Su  (1987);
- Kiss My Axe  (1991);
- World Sinfonia (1991);
- The Best of Al Di Meola — The Manhattan Years (1992);
- World Sinfonia II — Heart of the Immigrants  (1993);
- Orange and Blue (1994);
- Al Di Meola Plays Piazzolla  (1996);
- The Infinite Desire  (1998);
- Christmas: Winter Nights  (1999);
- World Sinfonía III — The Grande Passion  (2000);
- Flesh on Flesh  (2002);
- Al Di Meola Revisited  (2003);
- Vocal Rendezvous  (2006);
- Consequence of Chaos  (2006);
- Diabolic Inventions And Seduction For Solo Guitar  (2006);
- Pursuit of Radical Rhapsody  (2011);

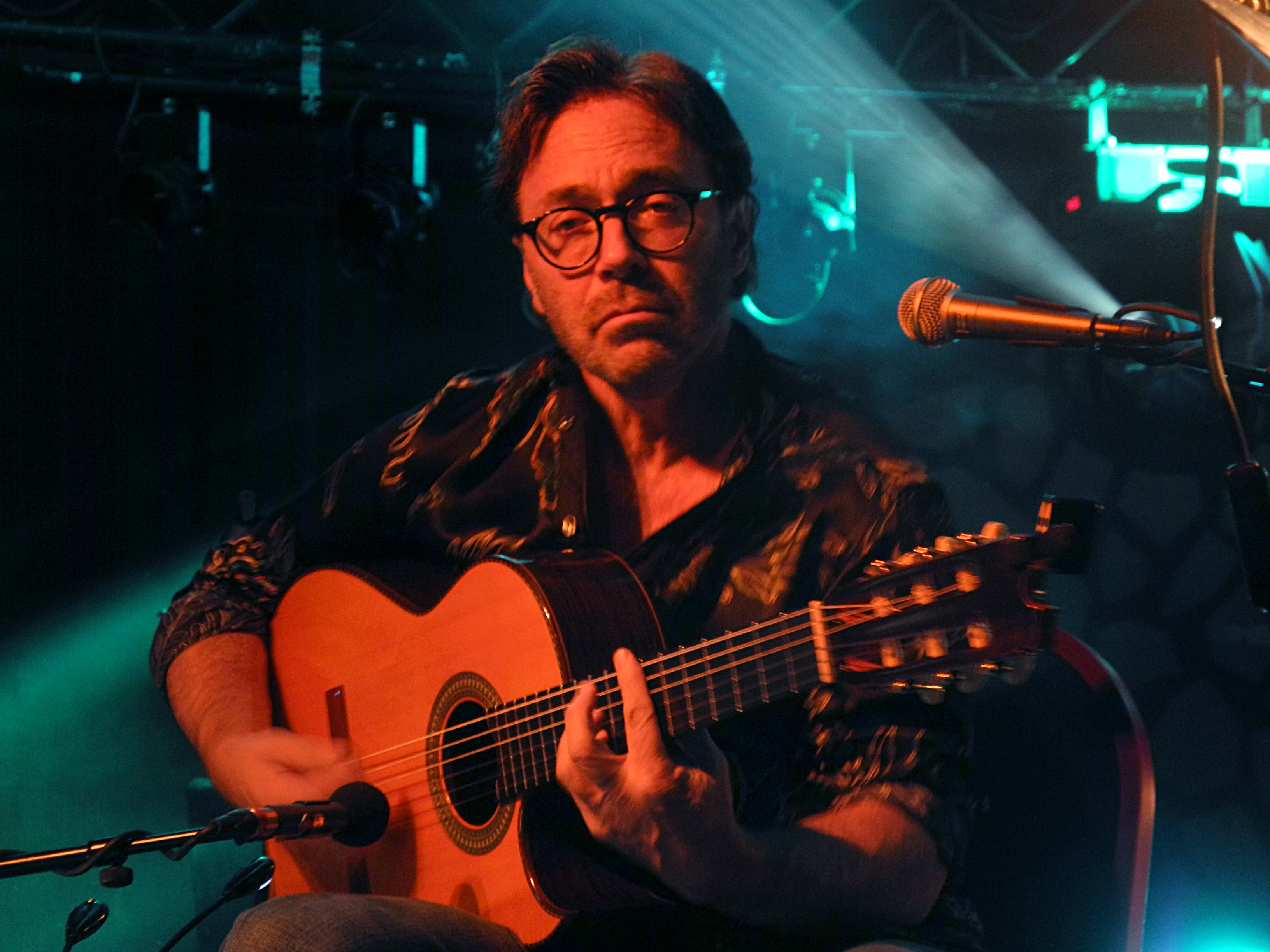
В 2013 году

- All Your Life  (2013).
- Elysium (2015)[5]
- Opus (2018)[6]
- Across The Universe (2020)[7]

### Совместные проекты
- Venusian Summer  (1975) Ленни Уайт, Эл Ди Меола, Ларри Корьелл;
- Go  (1976) с группой Go;
- Go Live From Paris  (1976) с группой Go;
- Go Too  (1977) с группой Go;
- Friday Night in San Francisco  (1980) с Джоном МакЛафлином и Пако Де Лусия;
- Passion, Grace and Fire  (1983) с Джоном МакЛафлином и Пако Де Лусия;
- Latin  (1987) с Йоргос Даларас;
- Super Guitar Trio And Friends  (1990) с Ларри Корьелл и Бирели Лагрен;
- Rite Of Strings  (1995) со Стэнли Кларком и Жаном-Люком Понти;
- The Guitar Trio  (1996) с Джоном МакЛафлином и Пако Де Лусия;
- Dance of Fire  (1998) с Азиза Мустафа-заде;
- Winter Nights  (1999) с Роман Гринькив;
- Inspiration — Colors & Reflections (2000) с Азиза Мустафа-заде;
- Nylon & Steel  (2001) с Мануэль Баруэкко;
- The Running Roads  (2001) с Йоргос Даларас;
- Black Utopia  (2003) с Дерек Шеринян;
- Cosmopolitan Life (2005) с Леонидом Агутиным;
- Midsummer Night In Sardinia  (2005) с Андреа Пароди;
- Consequence of Chaos  (2006);
- Mária (Égi szerelem)  (2007) с Миклош Малек и Horgas Eszter.
- La Vida Cosmopolita  (2020) с Леонидом Агутиным;

### Кавер-версии
- Race With The Devil английской рок-группы Gun.